# Kostel svaté Kateřiny (Nové Město pod Smrkem)
Kostel svaté Kateřiny Alexandrijské je sakrální stavba postavená v Novém Městě pod Smrkem ve Frýdlantském výběžku na severu Libereckého kraje České republiky. Objekt je kulturní památkou České republiky.

## Historie
Původní evangelický (protestantský) kostel v renesančním slohu byl založen majitelkou zdejšího panství Kateřinou z Redernu roku 1607. Po bitvě na Bílé hoře (1620) ovšem museli Redernové své zdejší majetky opustit a vlastníkem místního panství se stává Albrecht z Valdštejna a po něm Gallasové. Ti vyznávali katolickou víru a proto byl roku 1652 kostel římskokatolicky konsekrován.
Na konci 17. století (1693) získala stavba hranolovou věž navrženou architektem italského původu Markem Antonínem Canevallem. Protože ale objekt zchátral, byl roku 1821 z větší části stržen a do roku 1829 přestavěn. V závěru téhož století (1890–1891) získal kostel vyšší věž a stavba prošla dalšími úpravami.

## Popis
Kostel je jednolodní stavbou s obdélníkovým půdorysem zakončeným polokruhovým presbytářem, která má navíc po stranách čtvercové sakristie. V patře objektu se nachází oratoř. Na západní straně kostela stojí hranolová věž. Strop presbytáře je tvořen konchou s lunetami, naopak loď kostela má strop plochý a kruchta, mající tři ramena, je podepírána pilíři a je podklenuta křížovou klenbou.
V interiéru se nacházejí předměty především z 19. století. Na hlavním oltáři, pocházejícím ze třicátých let 19. století, je umístěn ústřední obraz z roku 1822 zachycující svatou Kateřinu. Jeho autorem je malíř Josef Führich. Kazatelna vpředu je vytvořena v období pozdního rokoka (1778) a křtitelnice pochází z roku 1821.

### Varhany

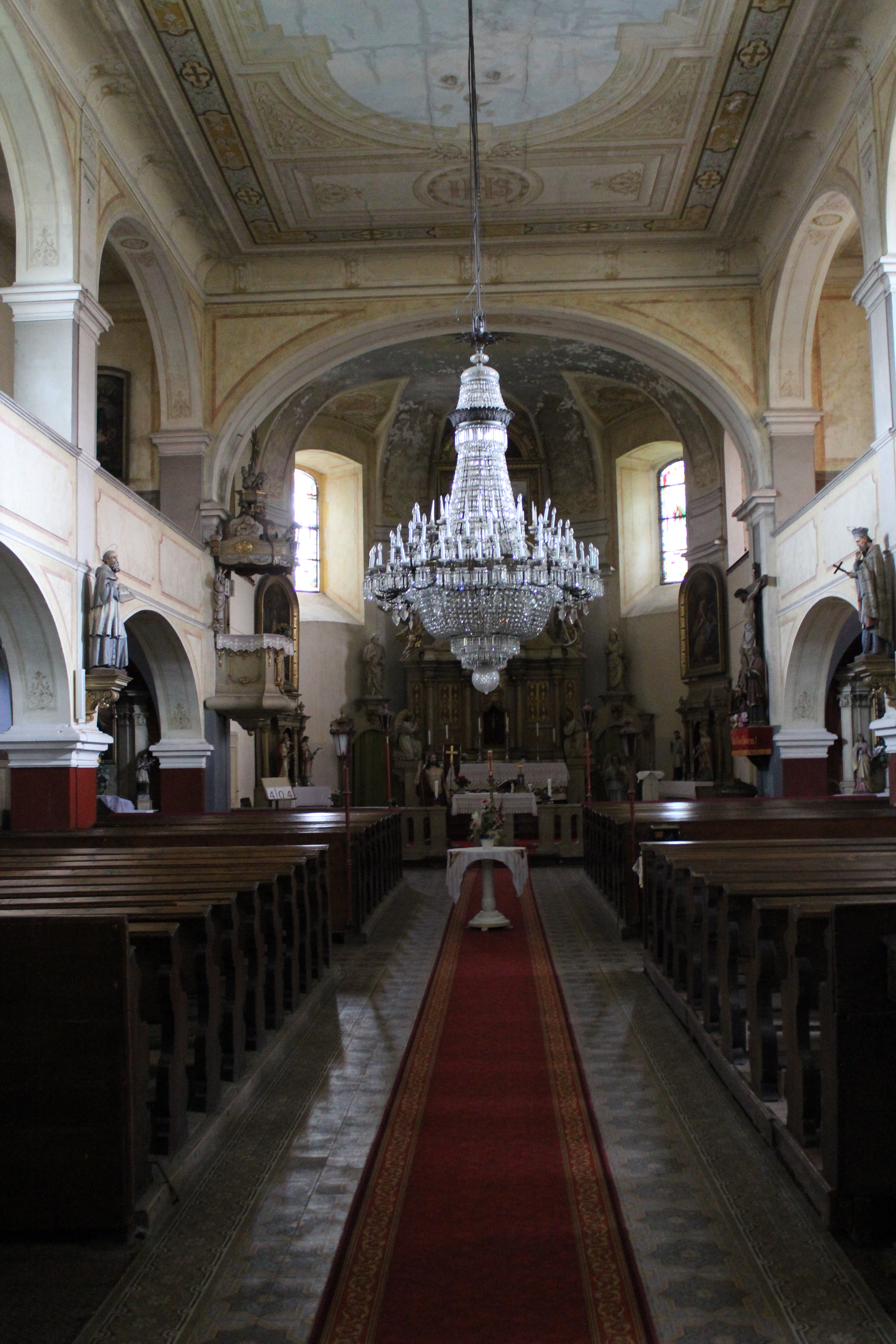
Interiér kostela

Pro kostel zbudoval roku 1724 varhanář Johan Christian Maywald malý přenosný pozitiv. Ještě před tím, v roce 1718 opravoval zdejší staré kostelní varhany Johann Jakub Josef Richter a roku 1750 J. H. Neumann. Ke konci 18. století (v roce 1798) postavili pro kostel nové dvoumanuálové varhany bratři Ambrož a Franz Tauchmanové, přičemž řezbářskou výzdobu nástroje svěřili Franzi Suskemu z Mimoně. Celková cena za nástroj se vyšplhala do výše 508 zlatých a 45 krejcarů.
Roku 1825 byl nástroj pod vedením Johana Michaela Nasse ze Zákup přemístěny do nového novoměstského kostela. Zároveň o jednu oktávu snížil oba rejstříky Principal. Vlivem toho musel redukovat počet rejstříků z původních čtrnácti na dvanáct. Navíc naopak varhany obohatil o pedálovou spojku, jež se údajně stalo prvním zařízením svého druhu na území Čech. V roce 1887 postavil pro kostel Emanuel Štěpán Petr nový mechanický nástroj vybavený kuželkovou vzdušnicí.
Dispozice varhan:
| I. manuál: |                  |          |
| 1.         | Bourdon          | (16')    |
| 2.         | Principal        | (8')     |
| 3.         | Gedackt          | (8')     |
| 4.         | Flute harmonique | (8')     |
| 5.         | Gamba            | (8')     |
| 6.         | Octav            | (4')     |
| 7.         | Flöte            | (4')     |
| 8.         | Mixtur           | (2 2/3') |
| 9.         | Manual Koppel    |          |

| II. manuál: |                 |      |
| 10.         | Geigenprincipal | (8') |
| 11.         | Lieblichgedackt | (8') |
| 12.         | Violino         | (8') |
| 13.         | Salicional      | (8') |
| 14.         | Vox coelestic   | (8') |
| 15.         | Fugara          | (4') |

| Pedál: |              |       |
| 16.    | Subbaß       | (16') |
| 17.    | Violonbaß    | (16') |
| 18.    | Octavbaß     | (8')  |
| 19.    | Pedal Koppel |       |

## Okolí
U kostela stojí dům číslo popisné 2, jenž je katolickou farou. Vybudován byl na přelomu 18. a 19. století. Stavba je patrová a má obdélníkový půdorys. Její okna jsou obdélníkového tvaru a nad vchodem se nachází stříšková římsa.
Před kostelem stojí socha svatého Jana Nepomuckého z roku 1770 a dále tepaný kříž na klasicistním podstavci pocházející z roku 1816. Oba prvky jsou památkově chráněné. Východně od kostela je umístěn obelisk, upomínající na Gottfrieda Menzela. Severovýchodně od kostela navíc roste památný buk lesní (Fagus sylvatica) pojmenovaný „Buk u kostela svaté Kateřiny“.